# Haget
Haget ist eine französische Gemeinde im Département Gers in der Region Okzitanien.

## Geografie
Die Gemeinde liegt etwa 25 Kilometer nördlich von Tarbes in der Landschaft Gascogne. Die westliche Gemeindegrenze ist auch die Grenze zwischen den Départements Gers und Hautes-Pyrénées. Die Verwaltung des Department Gers befindet sich in Auch, etwa 50 Kilometer nordöstlich von Haget. Die nächstgelegene Großstadt ist das circa 130 Kilometer entfernte Toulouse.
Im Nordwesten der Gemeinde befindet sich das Weinbaugebiet Côtes de Saint-Mont. Ebenso die historische Region Armagnac. Dort wird seit dem späten Mittelalter der bekannte Weinbrand Armagnac hergestellt.
Die Via Tolosana und die Via Podiensis, zwei der französischen Abschnitte des Jakobsweges nach Santiago de Compostela verlaufen nördlich von Haget. 
Der Wallfahrtsort Lourdes befindet sich knapp 50 Kilometer weiter nördlich im Vorgebirge der Pyrenäen.

### Nachbargemeinden
Im Norden grenzt Haget an die Gemeinde Beccas, im Osten an Malabat und Betplan, im Südwesten an Villecomtal-sur-Arros, im Süden an Rabastens-de-Bigorre sowie im Westen an Ségalas und Barbachen. 
Rabastens-de-Bigorre, Ségalas und Barbachen gehören zum Département Hautes-Pyrénées, alle anderen zum Département Gers.

### Gewässer
Der Estéous fließt in der Nähe der westlichen Gemeindegrenze entlang und nimmt hier für eine Distanz von etwa fünf Kilometern den Canal d’Alaric, einen Seitenkanal des Adour auf.
Der Arros bildet die östliche Gemeindegrenze.

## Sehenswürdigkeiten
Das Innere der Kirche Saint-Saturnin ist besonders sehenswert. Diese stammt aus dem 18. Jahrhundert.

## Bevölkerungsentwicklung
| Jahr                       | 1962 | 1968 | 1975 | 1982 | 1990 | 1999 | 2006 | 2012 | 2020 |
| Einwohner                  | 309  | 289  | 277  | 314  | 329  | 293  | 302  | 322  | 332  |
| Quellen: Cassini und INSEE |      |      |      |      |      |      |      |      |      |

## Persönlichkeiten
- Marius Noguès (1919–2012), Landwirt, Dichter und Schriftsteller, geboren und verstorben in Haget.